# Pijtsijoki
Pijtsijoki (ros. Пийтсиёки) – osiedle w Rosji, w Karelii, w rejonie suojarwskim. W 2010 liczyło 668 mieszkańców.
Znajduje tu się stacja kolejowa Pijtsijoki.